# 쌍용 코란도 시리즈
쌍용 코란도 시리즈 (Ssangyong Korando Series)는 KG모빌리티에서 현재 생산 중인 SUV, 픽업트럭, 미니밴 시리즈이다. 코란도는 '한국인은 할 수 있다(Korean can do)'를 의미하는 것으로 알려졌으나, '한국인의 의지와 힘으로 개발한 차(Korean do it)', '한국 땅을 뒤덮는 차(Korean land over)', '한국을 지배하는 차(Korean land dominator)' 등의 의미도 지녔다.

## 목록
- 쌍용 코란도
- 쌍용 코란도 C(단종)
- 쌍용 코란도 투리스모(단종)
- 쌍용 코란도 스포츠(단종)
- 쌍용 코란도 훼미리(단종)